# Гоупдейл (Массачусетс)
Гоупдейл (англ. Hopedale) — місто (англ. town) в США, в окрузі Вустер штату Массачусетс. Населення — 6017 осіб (2020).

## Демографія
Згідно з переписом 2010 року, у місті мешкало 5911 осіб у 2194 домогосподарствах у складі 1599 родин. Було 2285 помешкань
Расовий склад населення:
| - 95,4 % — білих - 1,7 % — азіатів - 0,6 % — чорних або афроамериканців - 0,1 % — корінних американців |

До двох чи більше рас належало 1,3 %. Частка іспаномовних становила 2,1 % від усіх жителів.
За віковим діапазоном населення розподілялося таким чином: 25,8 % — особи молодші 18 років, 60,6 % — особи у віці 18—64 років, 13,6 % — особи у віці 65 років та старші. Медіана віку мешканця становила 41,8 року. На 100 осіб жіночої статі у місті припадало 96,1 чоловіків;  на 100 жінок у віці від 18 років та старших — 91,0 чоловіків також старших 18 років.
Середній дохід на одне домашнє господарство  становив 104 914 долари США (медіана — 101 761), а середній дохід на одну сім'ю — 129 586 доларів (медіана — 113 856). Медіана доходів становила 72 315 доларів для чоловіків та 53 853 долари для жінок. За межею бідності перебувало 4,2 % осіб, у тому числі 1,7 % дітей у віці до 18 років та 12,8 % осіб у віці 65 років та старших.
Цивільне працевлаштоване населення становило 3132 особи. Основні галузі зайнятості: освіта, охорона здоров'я та соціальна допомога — 15,6 %, науковці, спеціалісти, менеджери — 14,3 %, виробництво — 13,1 %.